# 阿克塔
阿克塔（英語：Arcata），是美国加利福尼亚州洪堡縣下属的一座城市。建市于1858年2月2日，面积大约为23.6平方（9.1平方英里）。根据2010年美国人口普查，该市有人口17,231人。